# San Justino (título cardenalicio)
San Justino es un título cardenalicio de la Iglesia Católica. Fue instituido por el papa Juan Pablo II en 2003.

## Titulares
- Jean-Baptiste Pham Minh Mân (21 de octubre de 2003)